# Knis
Knis (niem. Gneist) – wieś w Polsce położona w województwie warmińsko-mazurskim, w powiecie giżyckim, w gminie Ryn.
W latach 1975–1998 miejscowość administracyjnie należała do województwa suwalskiego.
Do sołectwa Knis należy wieś Knis oraz osady Głąbowo, Knis-Podewsie i Mleczkowo.

## Historia
Prace archeologiczne mówią o istnieniu obronnej osady nawodnej na płytkich wodach jeziora, sprzed ponad dwóch tysięcy lat. Wiele odkrytych tu przedmiotów (zdobiony nóż, pas z brązowymi okuciami i in.), znajduje się w Muzeum Warmii i Mazur w Olsztynie. 
Wieś, założona w 1484 r. nad jeziorem Guber. W XVI w. mieszkali tu sami Polacy. Przystanek PKS (połączenie z Rynem i Kętrzynem.)